# Alberto Fernández Blanco
Alberto Fernández Blanco (Cuena, 15 januari 1955 – 14 december 1984) was een Spaans wielrenner.
Zijn meest aansprekende resultaten waren een derde en een tweede plaats in de Ronde van Spanje van respectievelijk 1983 en 1984 en een derde plaats in de Ronde van Italië van 1983. Fernandez overleed eind 1984 aan de gevolgen van een auto-ongeluk. Hij was zojuist gekozen tot beste Spaanse wielrenner van het jaar en was onderweg naar de uitreiking van deze ereprijs. Ook zijn echtgenote kwam bij dit ongeval om het leven. Hij werd 29 jaar oud.

## Belangrijkste overwinningen
1980
- Ronde van het Baskenland

1981
- Vuelta a Castilla
- Eindklassement Vuelta a las Tres Provincias
- Eindklassement Ronde van Valencia

1982
- 3e etappe Ronde van de Middellandse Zee
- Eindklassement Ronde van Catalonië

1983
- Catalaanse Week
- Memorial Nencini
- Subida a Arrate

## Resultaten in voornaamste wedstrijden
| Jaar | Ronde van Italië | Ronde van Frankrijk | Ronde van Spanje |
| ---- | ---------------- | ------------------- | ---------------- |
| 1978 |                  |                     | 19e              |
| 1979 |                  |                     | 14e              |
| 1980 |                  | 25e                 |                  |
| 1981 |                  | 21e                 |                  |
| 1982 |                  | 10e                 | 15e              |
| 1983 | ↑ (2)            |                     | ↑ (1)            |
| 1984 | 19e              |                     | ↑                |

(*) tussen haakjes aantal individuele etappe-overwinningen